# Solomon Musa
Solomon Anthony James Musa, também conhecido como SAJ Musa, (nascido em 1966 em Freetown, Serra Leoa - falecido em janeiro de 1999) foi uma importante personalidade militar e política durante a Guerra Civil de Serra Leoa.
No final de Abril de 1992, o Exército da Serra Leoa estava em desordem. Fazia três meses que não recebiam o seu salário mensal, estavam com fome e o moral estava muito baixo. Junto com cerca de 100 outras pessoas, o tenente Solomon Musa e Valentine Strasser foram a Freetown, capital de Serra Leoa, para protestar contra o presidente Joseph Saidu Momoh. A situação evoluiu para um golpe militar e, na confusão, Strasser emergiu como presidente do Conselho Nacional de Governança Provisória e líder da Serra Leoa.
Durante o governo de Strasser, Musa desempenhou o papel de vice e de seu conselheiro mais próximo. Em Novembro de 1992, supervisionou a execução de numerosos oficiais militares de alta patente que manifestaram o seu apoio a Joseph S. Momoh e planearam um alegado contragolpe (embora estivessem presos desde maio daquele ano). Do final de 1992 a meados de 1993, Musa foi presidente do Conselho de Secretários de Estado. Ele e sua esposa, Tina, deixaram o país após uma série de desentendimentos com Strasser. Depois disso, viveram em Birmingham, Reino Unido, onde receberam o status de refugiados. Anos mais tarde, depois de Johnny Paul Koroma ter derrubado o presidente eleito Ahmad Tejan Kabbah, Musa regressou à Serra Leoa para se juntar ao Conselho Revolucionário das Forças Armadas que depôs Tejan Kabah  e foi nomeado para o cargo de secretário-chefe do distrito de Kono. Ele continuou a ter grande influência sobre o governo e os militares.
Em 15 de Novembro de 1998, um grupo de rebeldes liderados por Musa raptou um missionário católico italiano, o Padre Mario Guerra. Musa exigiu um telefone via satélite, suprimentos médicos e contato por rádio com sua esposa, que havia sido presa em setembro. Ele afirmava que pretendia render-se à ONU ou à força da ECOMOG, pois as coisas não lhe iam bem e tinha medo de ser capturado pelos Kamajors. Isto não aconteceu, no entanto, e ele e o seu grupo estiveram fortemente envolvidos no avanço rebelde sobre Freetown no final de 1998.
No final de Dezembro de 1999, Solomon Musa morreu, alegadamente, devido a ferimentos recebidos por estilhaços após a explosão de um depósito de munições em Benguema.